# Providencia (Chile)
Providencia es una comuna ubicada en el sector nororiente de la ciudad de Santiago, capital de Chile. Limita al noroeste con Recoleta, al noreste con Vitacura, al este con Las Condes, al sur con Ñuñoa, al sureste con La Reina y al oeste con la comuna de Santiago.
La comuna está habitada principalmente por personas de clase media-alta y alta; es la comuna con mejor calidad de vida (durante el periodo 2018) y cuenta con una gran cantidad de áreas verdes distribuidas en parques y plazas.
En 2006, su municipalidad obtuvo las certificaciones ISO 9001 y 14001 por su sistema de gestión.  Es una de las comunas con mejor calidad de vida del país, además de ser la comuna más limpia de Chile.

## Historia
La zona en la que actualmente se emplaza la comuna, estuvo ocupada desde hace más de 10 000 años. Se han encontrado restos del periodo agroalfarero temprano. Esta comuna junto con la de Ñuñoa, pertenecía a la gran chacra de Ñuñohue, que a partir del siglo XVIII comenzó a subdividirse en terrenos más pequeños. Los principales caminos rurales de esa época eran el de Ñuñoa (actual avenida Irarrázaval) y el de Las Condes o avenida del Tajamar (actualmente avenida Providencia).
Durante el siglo XIX, comenzaron a surgir distintas aldeas en el área de Ñuñoa; La Providencia, hasta 1891, dependía de la Municipalidad de Santiago, siendo la 5.ª subdelegación rural. El nombre de esta aldea se originaba en el convento de la congregación de las Hermanas de la Providencia de Montreal, ubicado en esta localización, actualmente  Iglesia de la Divina Providencia (Monumento Nacional). Poco tiempo después surgiría el Hospital del Salvador cercano a este lugar.
Con el Decreto de Creación de Municipalidades de 1891, se crea la de Ñuñoa, cuyo territorio eran las subdelegaciones rurales: Las Condes, San Carlos, Apoquindo, Ñuñoa, La Providencia, Santa Rosa, Subercaseux y Mineral de Las Condes; Providencia se transforma en un sector de Ñuñoa.
El presidente Federico Errázuriz Echaurren creó la Municipalidad de Providencia por el Decreto Supremo 519 del 25 de febrero de 1897 con las subdelegaciones 5.ª, La Providencia; 1.ª, Las Condes; 2.ª, San Carlos y 26.ª, Mineral de Las Condes, del Departamento de Santiago.
Con la formación de la comuna, comenzó un importante crecimiento demográfico asociado con el loteo de las propiedades agrícolas. Junto con el surgimiento de numerosas viviendas, se inauguró en 1910 el Liceo José Victorino Lastarria, surgieron las primeras ordenanzas de tránsito, y se decretó el pago obligatorio de patente de vehículos. Los nuevos ingresos le permitieron a la comuna mejorar su infraestructura vial; a partir de 1918 se instaló la luz eléctrica.
El geógrafo chileno Luis Risopatrón lo describe como un ‘barrio’ en su libro Diccionario Jeográfico de Chile en el año 1924: : 700 

Providencia (Barrio). 33° 26' 70° 37'. Es mui poblado, cuenta con servicio de correos i escuelas públicas i se encuentra en ¡a márjen S del rio Mapocho, en la parte E de la ciudad de Santiago, de la que queda separado por la estación del ferrocarril, de aquel nombre, a 565 m de altitud.

El vertiginoso crecimiento de la ciudad de Santiago la ha transformado, desde mediados del siglo XX, en una comuna residencial, y más recientemente, centro de una dinámica actividad comercial y financiera que se articula en torno a las avenidas Providencia y Nueva Providencia.
Durante las décadas de los años 1990, 2000 y 2010 se desarrolló un gran crecimiento comercial en torno al sector norte de la comuna y en el barrio Sanhattan, donde se ubica el Costanera Center y el World Trade Center Santiago.

### Actualidad

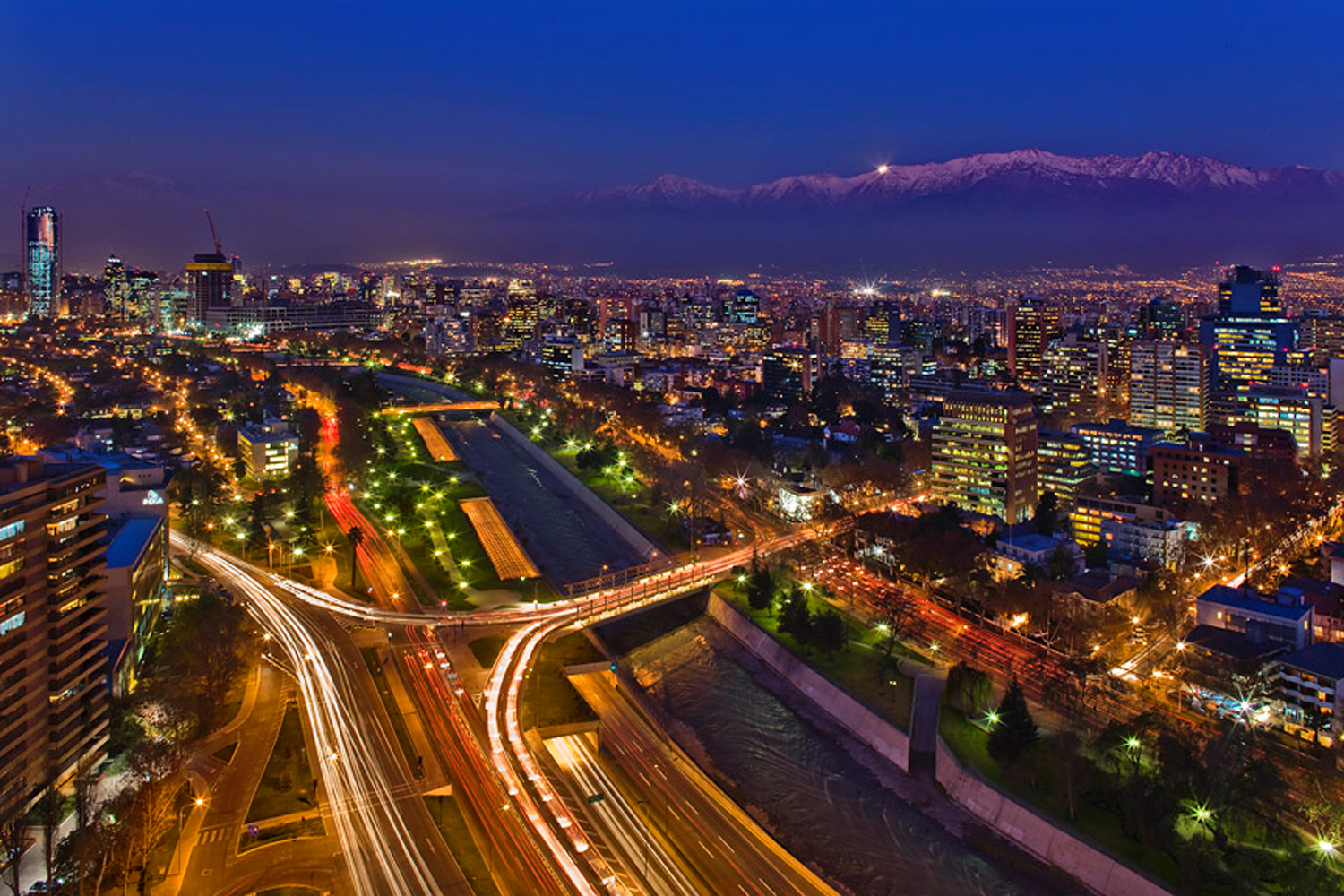
Vista nocturna de la comuna.

Actualmente, la columna limita al norte con la línea de cumbre del cerro San Cristóbal, desde la cumbre de este (cota 881) hasta la cota 804, y una línea recta desde la cota 804 hasta el puente Lo Saldes, sobre el río Mapocho.Al oriente se encuentra el Mapocho, desde el puente Lo Saldes hasta la desembocadura del canal San Carlos; y este desde su desembocadura en el Mapocho hasta la calle Eliecer Parada; hacia el sur, el límite recorre las calles Eliecer Parada, Jaime Guzmán E., Arzobispo Fuenzalida, Pedro Lautaro Ferrer, Diagonal Oriente, Manuel Montt, Rengo, José Manuel Infante, Caupolicán y Malaquías Concha, hasta avenida Vicuña Mackenna, mientras que hacia el poniente la comuna limita en las Avenidas Vicuña Mackenna y Pío Nono hasta su intersección con la calle Dominica, una línea recta desde dicha intersección hasta el costado poniente de la línea del funicular en toda su extensión, y desde este, una línea recta hasta la cumbre del cerro San Cristóbal (cota 881).

## Medio ambiente

### Geomorfología y componentes abióticos

Trazado simplificado de los ecosistemas y cuerpos de agua presentes en la comuna de Providencia.

La comuna de Providencia se encuentra emplazada en la unidad geomorfológica de Cuenca de Santiago; y presenta según la clasificación climática de Köppen clima mediterráneo de lluvia invernal (Csb) y clima semiárido de lluvia invernal (BSk (s)). Esta además se halla en la cuenca hidrográfica de río Maipo. Además, la comuna posee diversos cuerpos de agua, entre los que se destacan el río Mapocho.

### Componentes bióticos
Dentro del territorio de la comuna se pueden hallar los siguientes ecosistemas:
- Bosque espinoso mediterráneo andino donde predominan Acacia caven y Baccharis paniculata (Vulnerable)
- Bosque espinoso mediterráneo interior donde predominan Acacia caven y Prosopis chilensis (Vulnerable)

### Medidas de protección ambiental y conflictos socioambientales
Hasta 2022, la comuna de Providencia cuenta con un área territorial destinada a la protección ambiental:
- Jardín Botánico Parque Chagual (Iniciativa de Conservación Privada)[20]

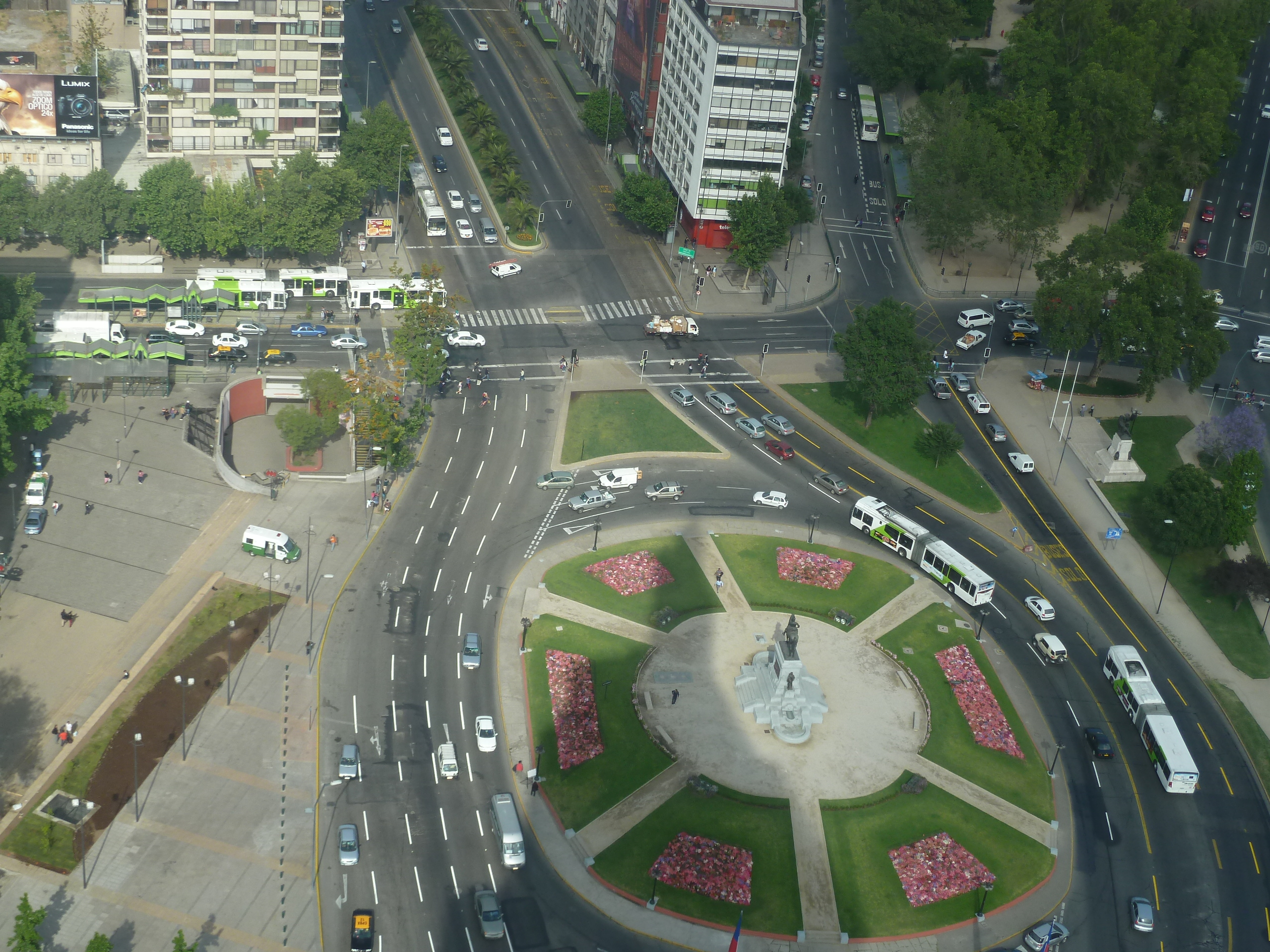
Plaza Baquedano, centro de la celebración de logros nacionales.

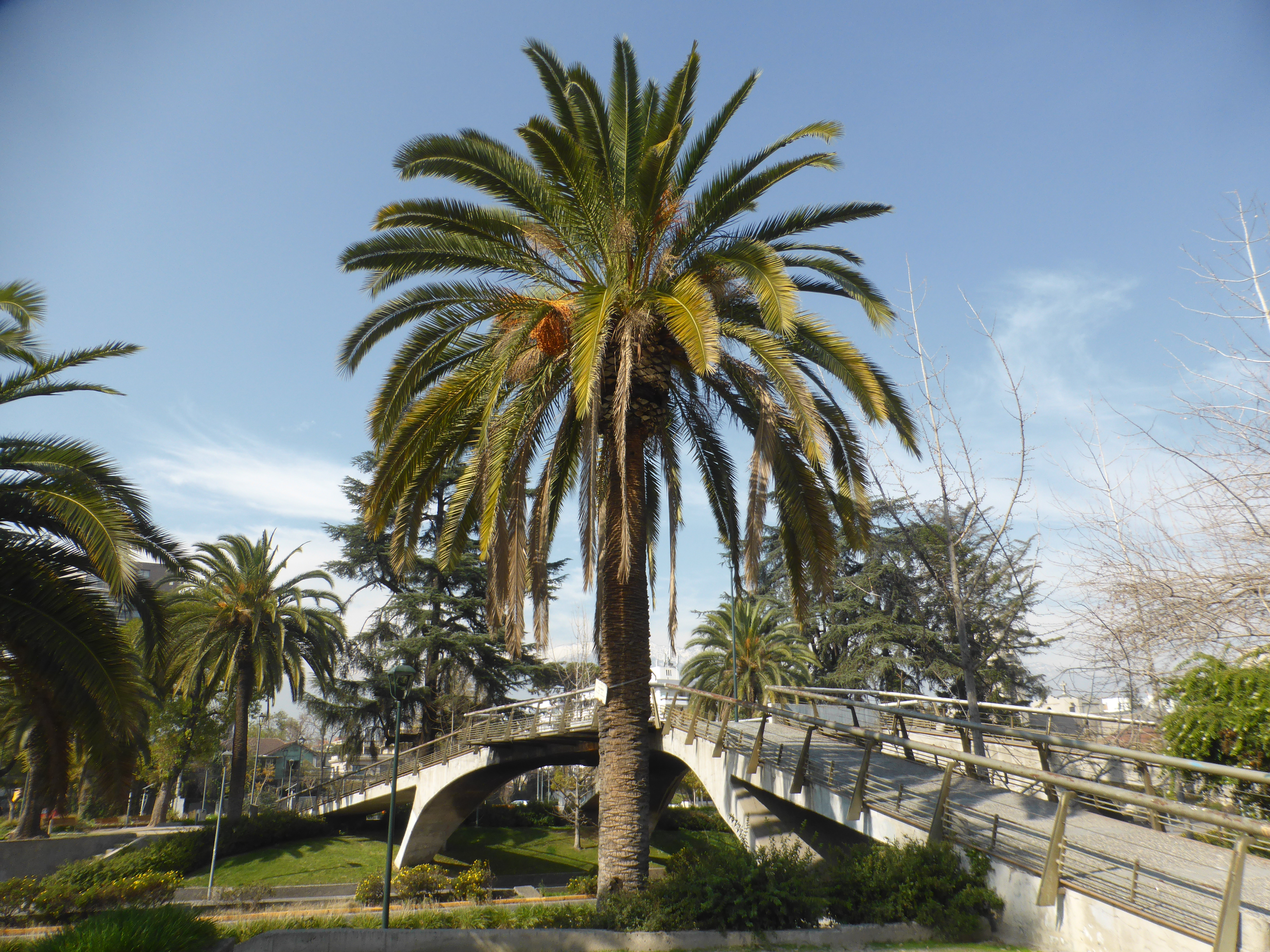
Palmera canaria (Phoenix canariensis), en la Plaza Pedro de Valdivia.

### Áreas verdes
Parques
- Parque Balmaceda
- Parque Bustamante
- Parque República del Ecuador
- Parque Augusto Errázuriz
- Parque de las Esculturas
- Parque Nemesio Antúnez
- Parque Metropolitano de Santiago (sector suroriente)
- Parque del Recuerdo
- Parque los Aviadores
- Parque Santa María
- Parque Inés de Suárez
- Parque Tobalaba
- Parque Uruguay

Plazas
- Plaza Baquedano
- Plaza El Bosque
- Plaza Las Lilas
- Plaza Camilo Mori
- Plaza de la Alcaldesa
- Plaza Pedro de Valdivia
- Plaza Padre Letelier
- Plaza Ignacio Carrera Pinto
- Plaza Juan XXIII
- Plaza Río de Janeiro
- Plaza Loreto Cousiño
- Plaza Ambrosio del Río
- Plaza Pérez Zujovic
- Plaza Jacarandá
- Plaza Gabriela Mistral
- Plaza Felipe Dawes
- Plaza Nueva Zelanda
- Plaza Caupolicán Parquemet
- Plaza Atriles
- Plaza Centenario Parquemet
- Plaza Elías IV
- Plaza Dinamarca
- Plaza Cardenal Samoré
- Plaza de la Aviación
- Plaza Uruguay

## Demografía

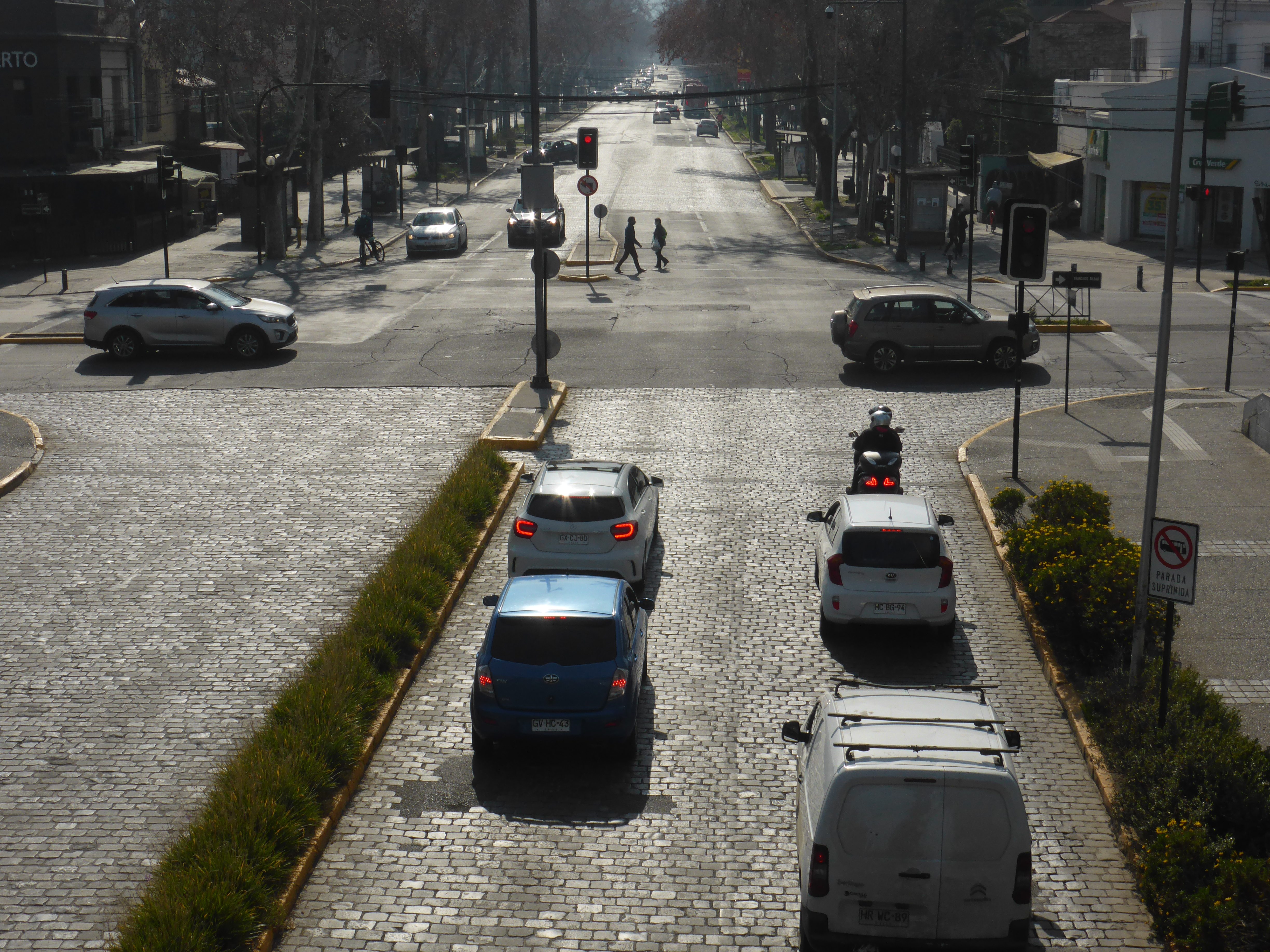
Avenida Pedro de Valdivia, con pavimento de adoquines originales.

Según los datos del censo de 2017 organizado por el Instituto Nacional de Estadísticas, la comuna poseía una superficie de 14 km² y una población de 142 079 habitantes, de los que 76 369 son mujeres y 65 710 hombres (las mujeres están sobre-representadas en las comunas más ricas de Chile, y los hombres en las más pobres, cf.bases datos INE, y "Estadísticas Comunales"). Se estima que alrededor de 1 millón de personas la población flotante de la comuna.
Providencia acoge al 1,99% de la población total de la Región Metropolitana. Es importante destacar, por otro lado, que la población de la comuna aumenta notablemente durante la jornada laboral por sobre el total de la población permanente, pues, existe un importante y grueso flujo de población flotante en la comuna. El comercio que se realiza en las principales avenidas, las tres líneas de metro que la atraviesan o terminan en ella, y las numerosas oficinas y edificios de empresas explican este fenómeno. Es así como al mediodía de los días de semana, las calles principales pueden estar llenas de gente en las aceras, y en determinadas horas del día domingo sólo se encuentren algunos vecinos paseando mascotas o reuniéndose en alguna plaza.

### Listado de barrios
- Barrio Bellavista
- Barrio Parque Bustamente
- Barrio Los Obispos
- Barrio Italia
- Barrio Salvador
- Barrio Infante
- Barrio Dalmacia
- Barrio Manuel Montt
- Barrio Plaza Sucre
- Barrio Inés de Suárez
- Barrio Los Estanques
- Barrio Divina Providencia
- Barrio Tajamar
- Barrio Barros Borgoño
- Barrio Villaseca
- Barrio Plaza Pedro de Valdivia
- Barrio El Aguilucho
- Barrio Plaza de la Alcaldesa
- Barrio Lyon
- Barrio Regina Pacis
- Barrio Dinamarca
- Barrio Las Flores
- Barrio Las Lilas
- Barrio Los Leones
- Barrio Pedro de Valdivia Norte
- Barrio Suecia
- Barrio Sanhattan

## Administración

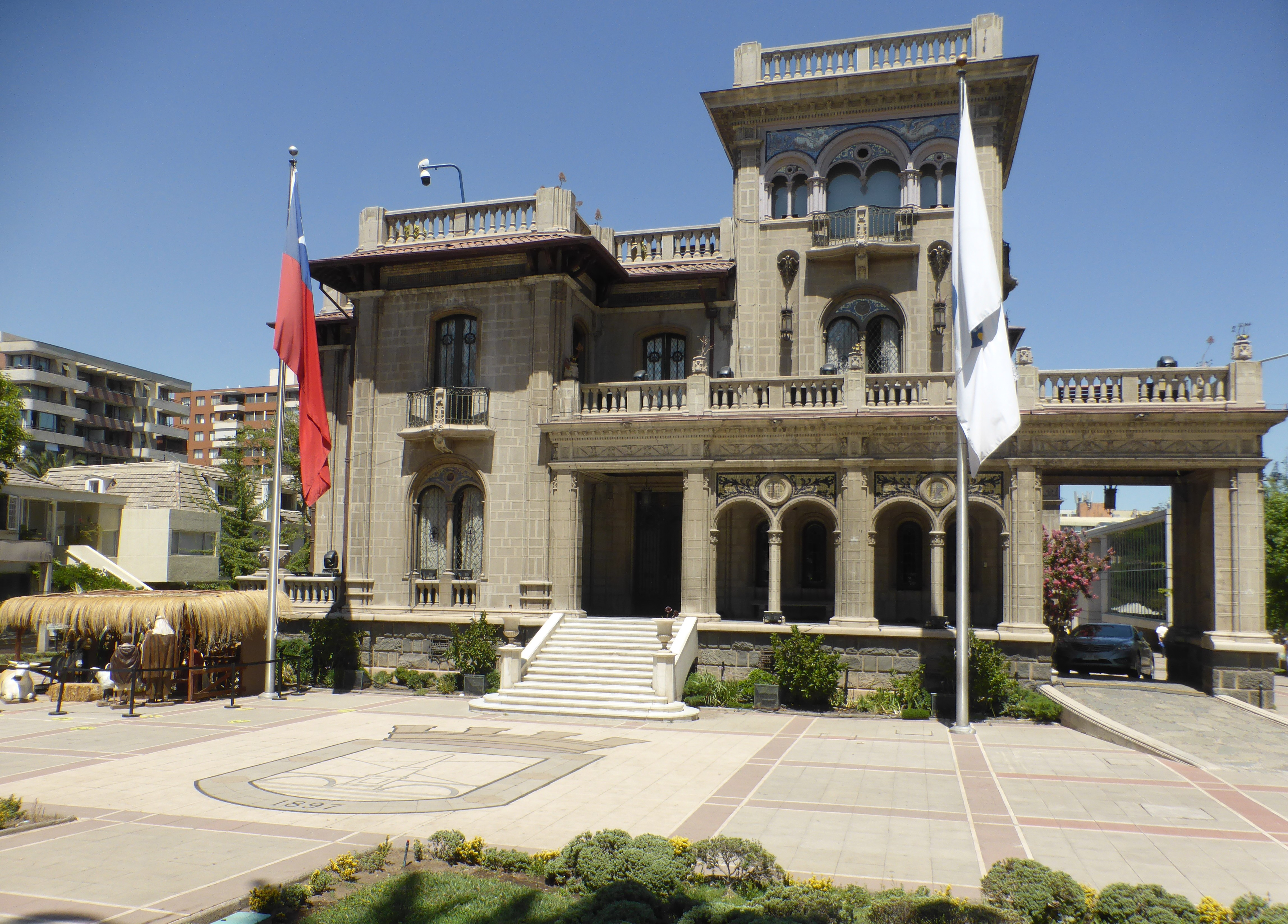
Palacio Falabella.

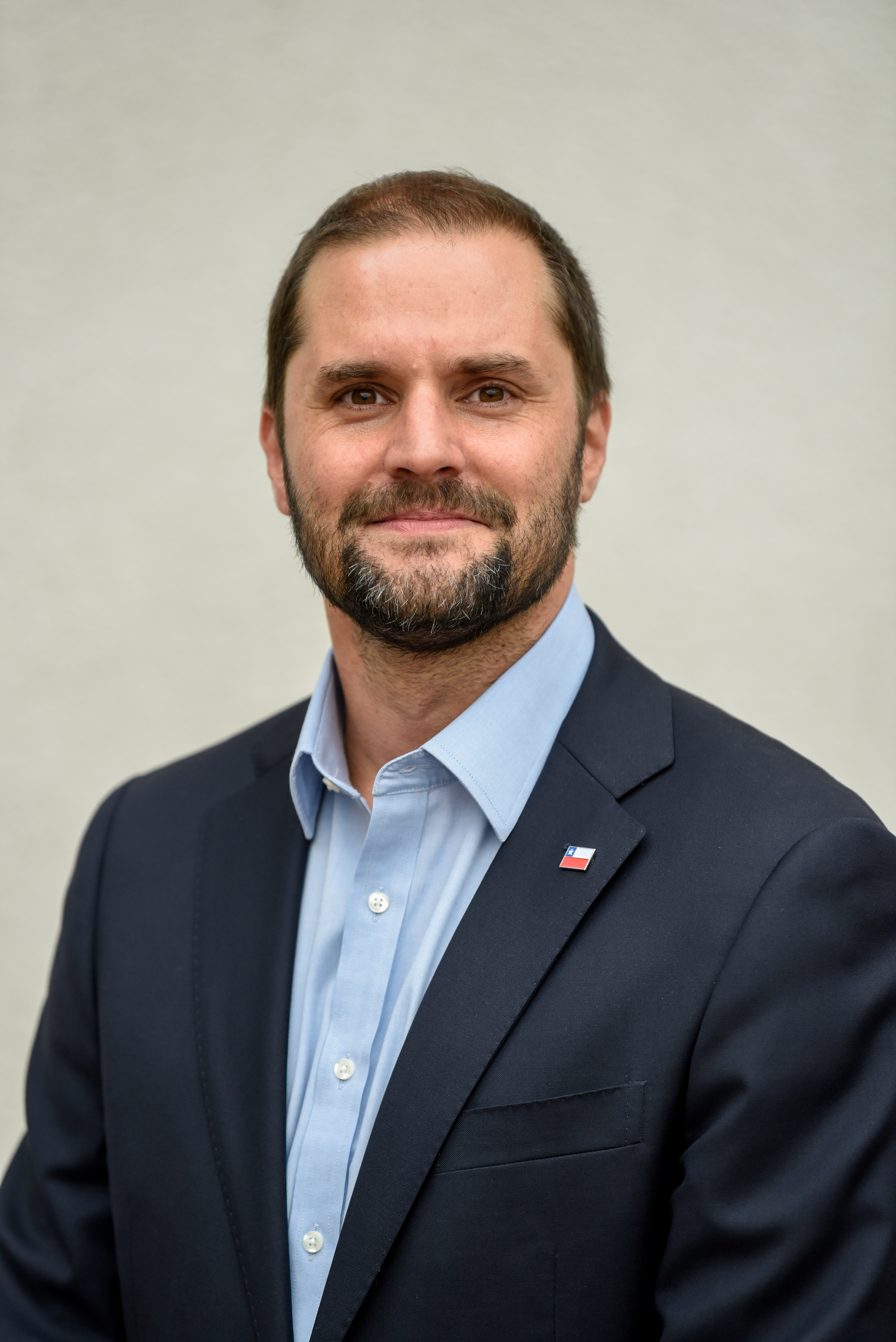
Jaime Bellolio

### Municipalidad
La Municipalidad de Providencia se emplaza en el Palacio Falabella; para el período 2024-2028 es dirigida por el alcalde Jaime Bellolio Avaria (UDI) y el concejo municipal conformado por los concejales:
- María Eugenia Pino García (FA)
- Cristóbal Lagos González (FA)
- Isabel Labbé Martínez (UDI)
- María Carolina Plaza Guzmán (Ind./UDI)
- Valentina Alarcón Chávez (Evópoli)
- María Fernanda Maquieira Borgoño (RN)
- Mauricio Labbé Barría (RN)
- María Antonieta Saa Díaz (PPD)
- Rodrigo Valenzuela Báez (PRCh)
- Solange Wolleter Dávila (PRCh)

### Representación parlamentaria
Providencia forma parte de la Circunscripción Senatorial VII y del Distrito Electoral 10. Es representada en la Cámara de Diputadas y Diputados del Congreso Nacional por los siguientes diputados:
- Jorge Alessandri Vergara (UDI)
- María Luisa Cordero Velásquez (IND - RN)
- Helia Molina Milman (PPD)
- Johannes Kaiser Barents-Von Hohenhagen (Partido Nacional Libertario)
- Gonzalo Winter Etcheberry (Convergencia Social)
- Lorena Fries Monleón (IND - Convergencia Social)
- Emilia Schneider Videla (Comunes)
- Alejandra Francisca Placencia Cabello (PCCh)

En el Senado, la representan:
- Manuel José Ossandón Irarrázabal (RN)
- Luciano Cruz-Coke Carvallo (Evópoli)
- Rojo Edwards Silva (Partido Social Cristiano)
- Claudia Pascual Grau (PCCh)
- Fabiola Campillai Rojas (Independientes)

## Economía

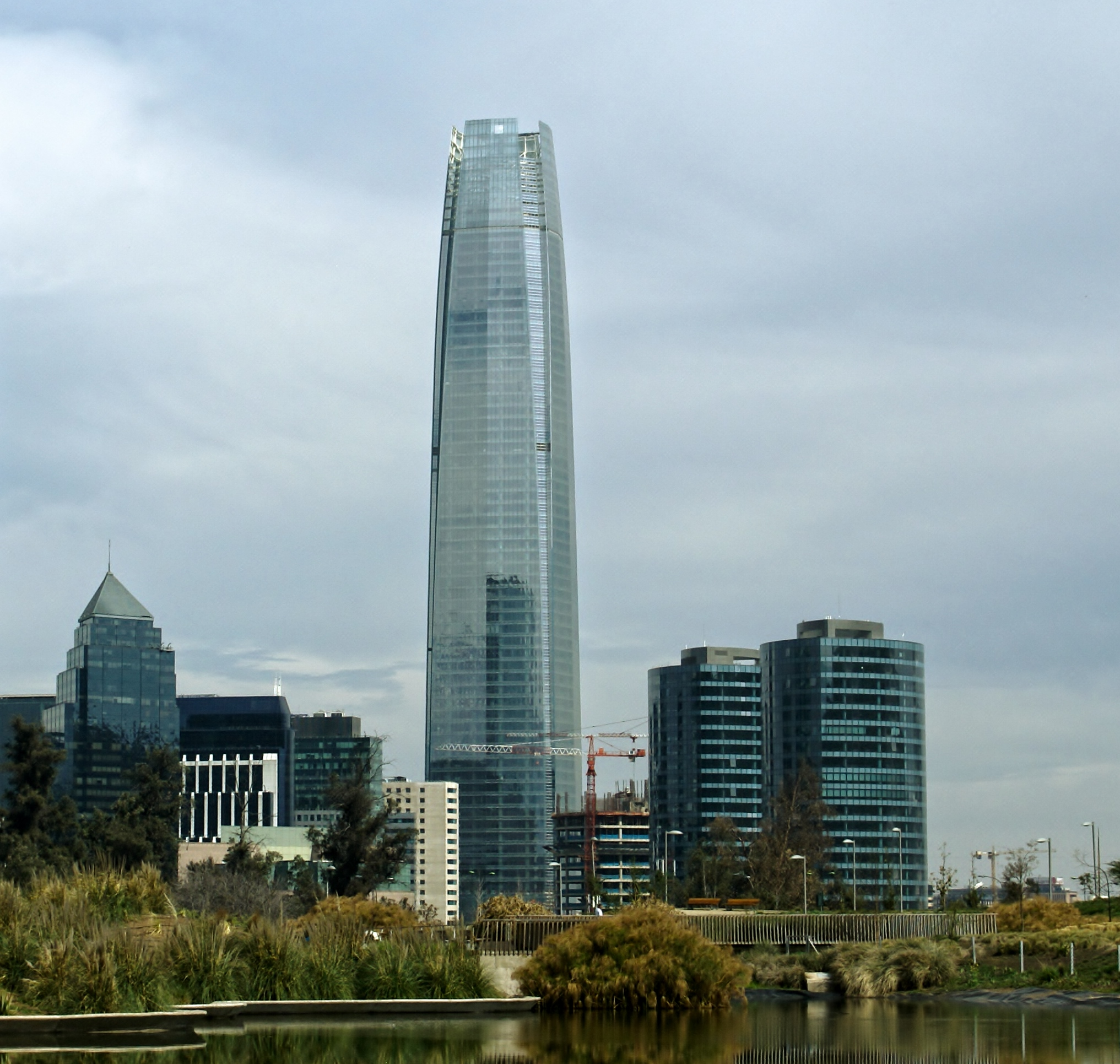
Costanera Center, destacándose la Gran Torre Santiago.

En el límite con las comunas de Las Condes y Vitacura, se encuentra el principal centro financiero de Santiago, popularmente conocido como Sanhattan.
En 2018, la cantidad de empresas registradas en Providencia fue de 46.310. El Índice de Complejidad Económica (ECI) en el mismo año fue de 3,54, mientras que las actividades económicas con mayor índice de Ventaja Comparativa Revelada (RCA) fueron Planes de Reaseguros de Vida (11,26), Fabricación de Motocicletas (11,21) y Fútbol Amateur (10,68).

### Comercio
La avenida Providencia - Nueva Providencia es la prolongación del principal eje de la ciudad, la Alameda Bernardo O'Higgins resultando en una extensión del concentrado comercio ubicado en el centro de la ciudad, dicho comercio cubre estas avenidas a lo largo de toda la comuna topando en el límite comunal con Vitacura y Las Condes en el barrio Sanhattan.

## Relaciones internacionales

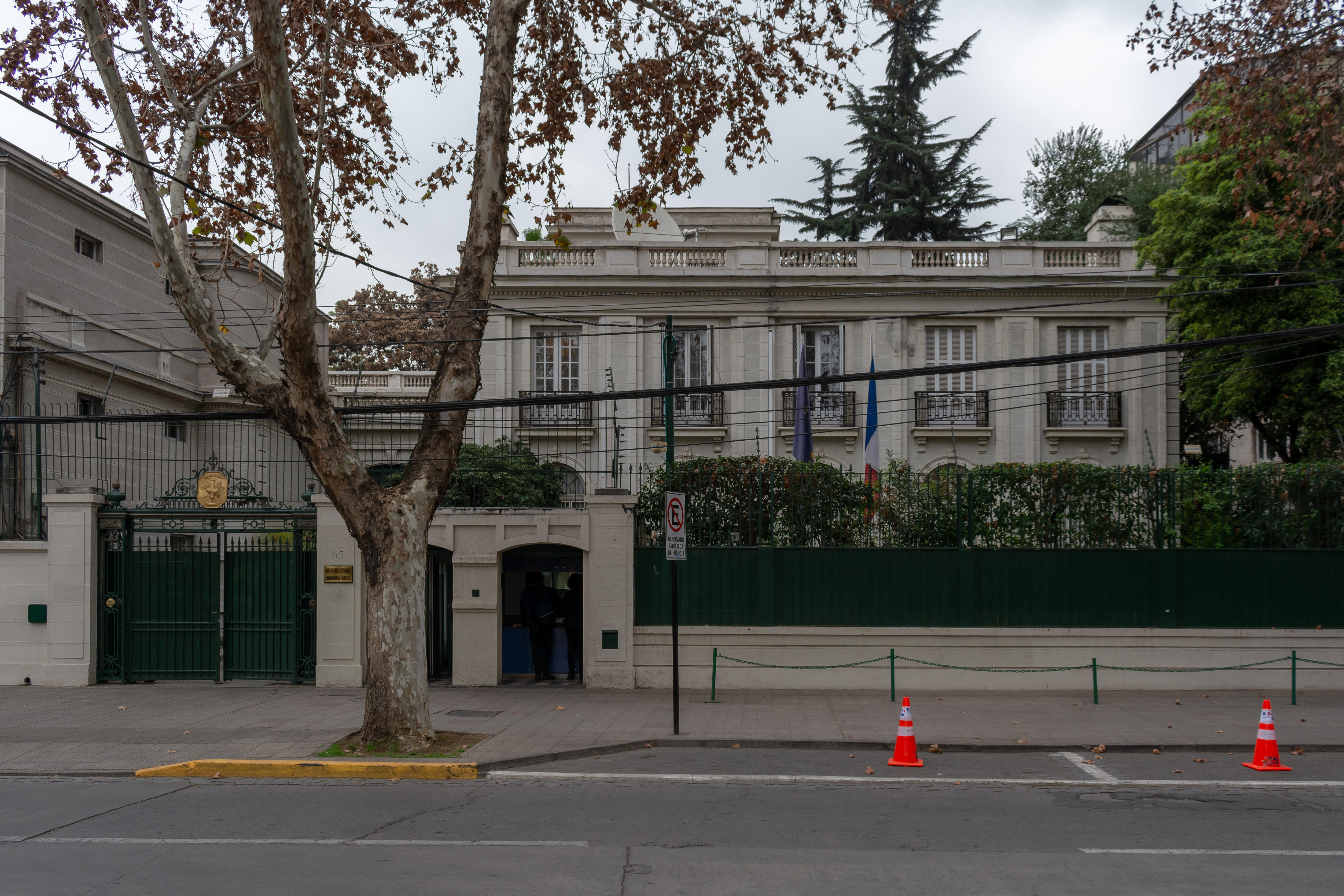
Embajada de Francia en Av. Condell, Providencia.

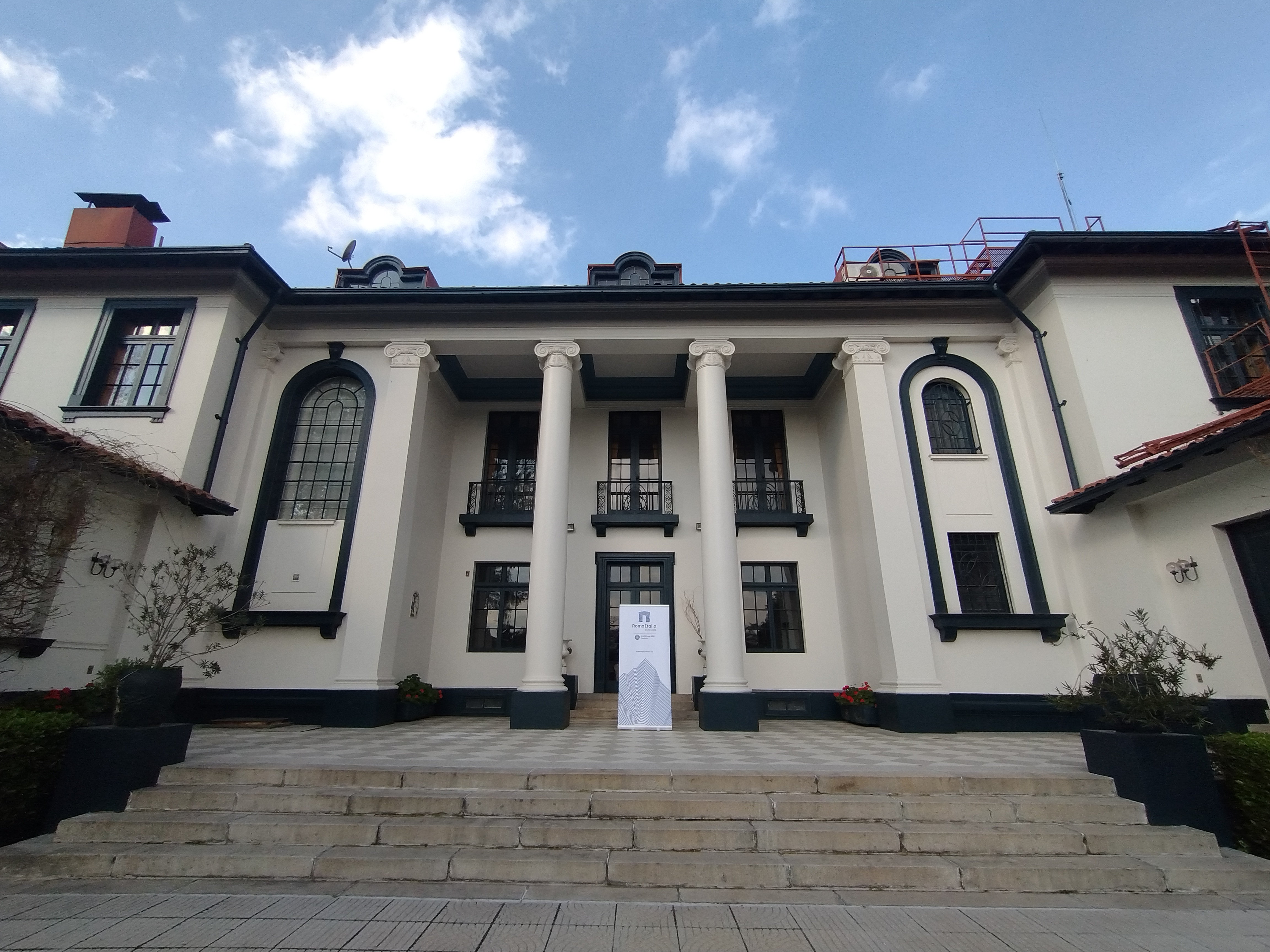
Embajada de Italia en calle Clemente Fabres, Providencia.

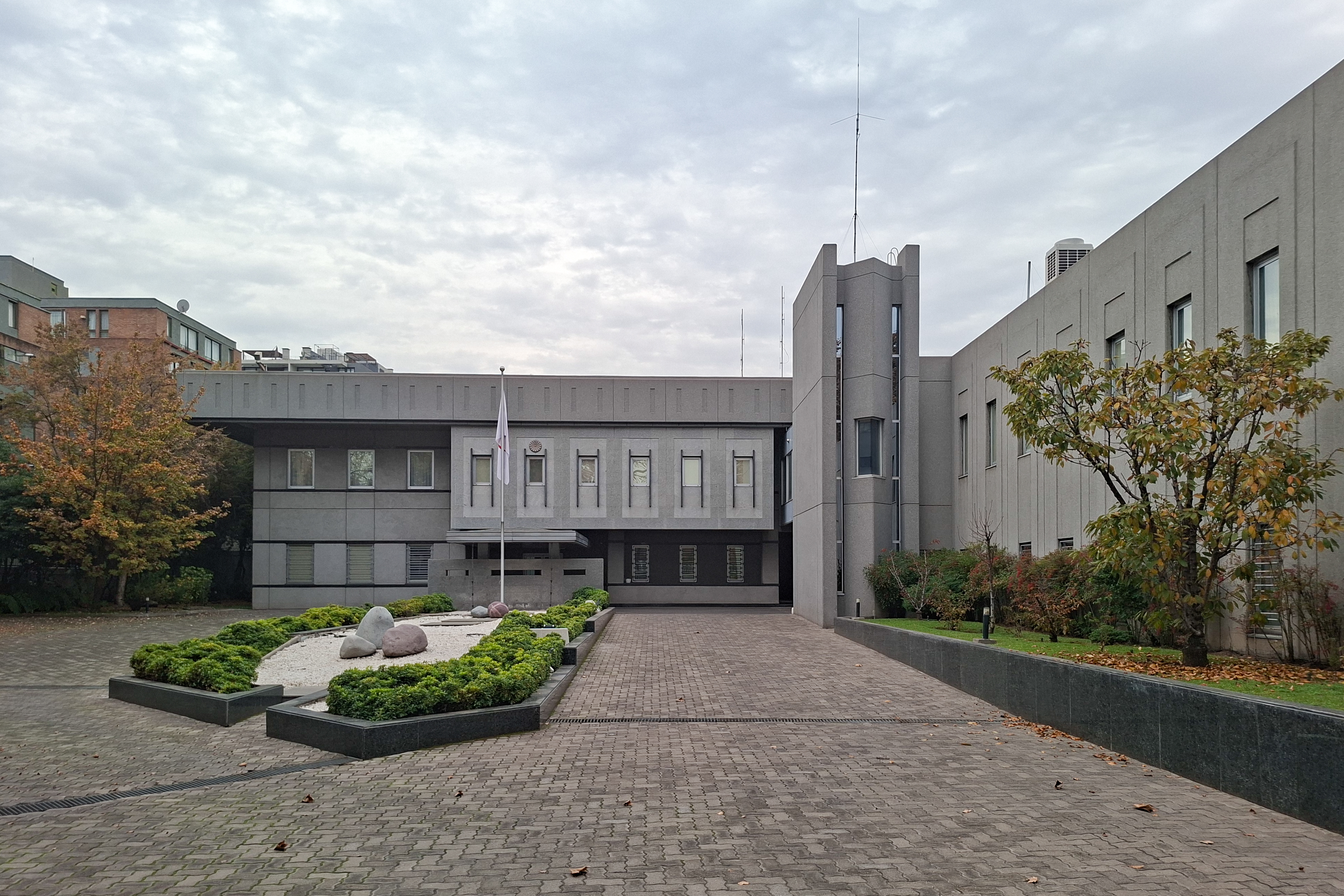
Embajada de Japón en Av. Ricardo Lyon, Providencia.

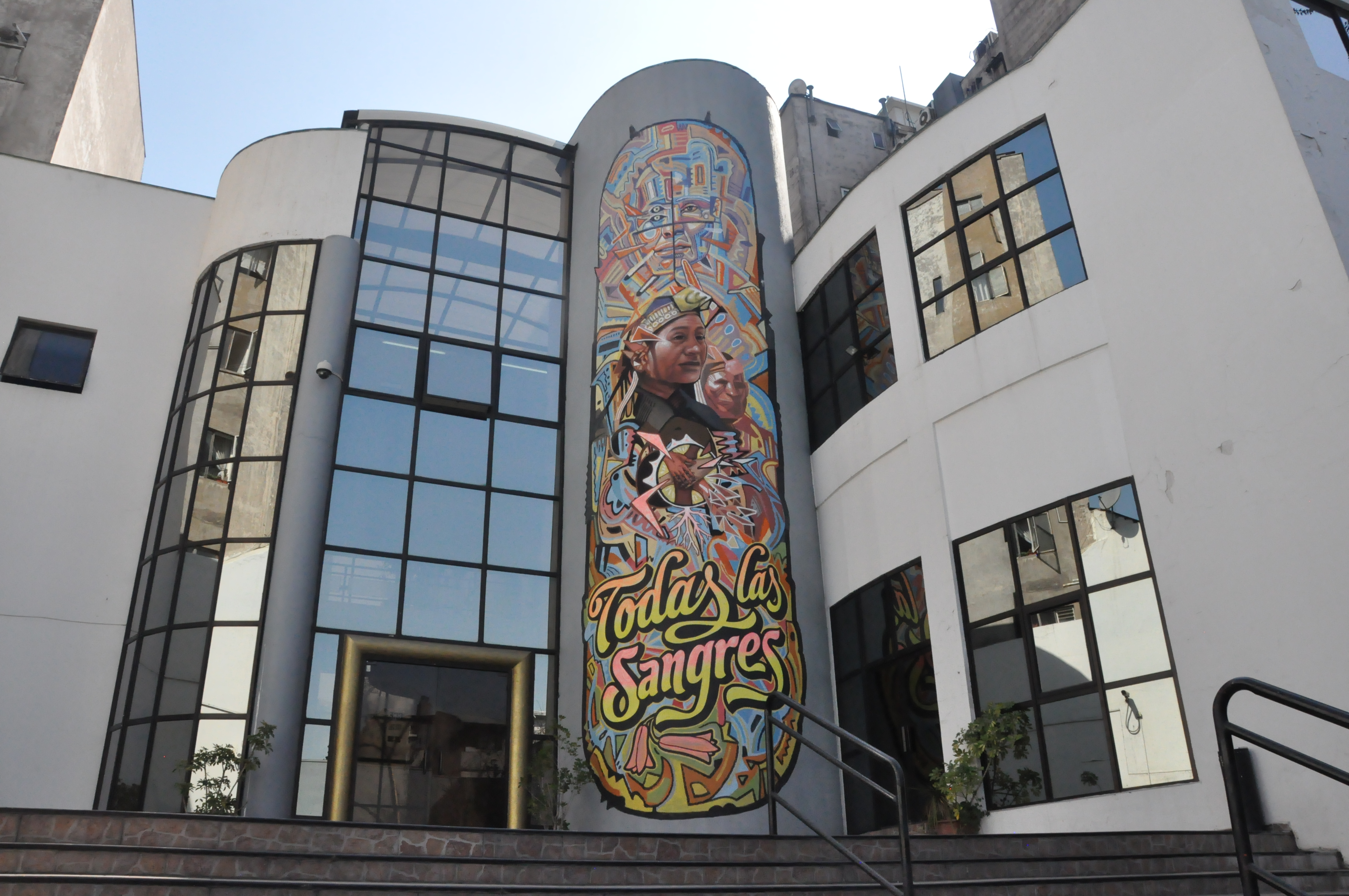
Centro Cultural de España en Av. Providencia, Providencia.

La comuna es sede de una serie de embajadas e instituciones de relaciones internacionales, tales como la oficina regional para América Latina y el Caribe de la Organización de las Naciones Unidas para la Educación, la Ciencia y la Cultura (UNESCO), el Banco Interamericano del Desarrollo,el Instituto Interamericano de Cooperación para la Agricultura en Chile, la Oficina Técnica de Programas de la Organización de Estados Iberoamericanos (OEI), y la Oficina Migrante de la Municipalidad de Providencia.  Además, Providencia se caracteriza por ser la sede nacional de organizaciones culturales de países extranjeros, tales como el Instituto Francés de Chile,el Centro Cultural Chino, el Centro Cultural de España en Santiago, el Instituto Goethe, el Instituto Italiano de Cultura,el Instituto Chileno-Sueco de Cultura y el Instituto Cultural Chileno Japonés.

### Internacionalización en educación superior
En materia de relaciones internacionales y educación superior, los principales actores dentro de Providencia son la Dirección de Relaciones Internacionales de la Facultad de Derecho de la Universidad de Chile,el Instituto Confucio de la Pontificia Universidad Católica de Chile, la Dirección de Relaciones Internacionales de la Universidad Mayor, la Dirección de Relaciones Internacionales de la Universidad Autónoma de Chile, la Oficina de Relaciones Internacionales de la Universidad Finis Terrae,la Dirección de Asuntos Internacionales de la Universidad San Sebastián, la Dirección de Vinculación con el Medio y Relaciones Internacionales de la Universidad Gabriela Mistral,la Subdirección de Relaciones Internacionales de la Universidad de Las Américas, la Unidad de Relaciones Internacionales de la Universidad SEK, y la Subdirección de Internacionalización e Integración Institucional de Duoc UC.
La comuna es sede de las principales instituciones nacionales de investigación y formación en Relaciones Internacionales, tales como el Instituto de Estudios Internacionales de la Universidad de Chile,la Academia Nacional de Estudios Políticos y Estratégicos (ANEPE), el Instituto de Estudios Avanzados de la Universidad de Santiago de Chile, y el Observatorio de Asuntos Internacionales de la Universidad Finis Terrae.

### Embajadas
| - Austria (Embajada) - Bélgica (Embajada) - Australia (Embajada) - China (Embajada) - Croacia (Embajada) - Cuba (Embajada) - Ecuador (Embajada) - Egipto (Embajada) - El Salvador (Embajada) | - España (Embajada) - Hungría (Embajada) - Indonesia (Embajada) - Italia (Embajada) - Japón (Embajada) - Perú (Embajada) - Polonia (Embajada) - Turquía (Embajada) - Uruguay (Embajada) |

## Servicios públicos

### Seguridad
La comuna cuenta con el  Cuerpo de Bomberos de Santiago, la 19.ª Comisaría de Providencia de Carabineros de Chile, la Subcomisaría Providencia Sur, la Brigada de Homicidios de la PDI, y el servicio de Seguridad Ciudadana de Providencia.

### Educación
La comuna cuenta con varios establecimientos municipales, como los siguientes:
- Liceo Carmela Carvajal de Prat
- Liceo José Victorino Lastarria
- Liceo Arturo Alessandri Palma
- Liceo Tajamar
- Liceo Luisa Saavedra de González
- Liceo Juan Pablo Duarte
- Colegio Providencia
- Colegio El Vergel
- Colegio Mercedes Marín Del Solar

También cuenta con establecimientos privados como:
- Trewhela's School
- Instituto de Humanidades Luis Campino
- The Kent School
- Colegio Pedro de Valdivia
- Colegio Universitario Inglés
- Colegio de los Sagrados Corazones de Providencia
- Colegio United College
- Colegio Polivalente Guillermo Gonzalez Hienrich (Particular Subvencionado)
- Saint Gabriel's School
- Colegio Manantiales
- Colegio San Ignacio de El Bosque
- Colegio Alemán Sankt Thomas Morus
- Colegio Compañía de María Seminario
- Escuela Abelardo Iturriaga Jamett

En cuanto a educación superior, en Providencia se encuentran emplazadas facultades y sedes de varias universidades y establecimientos de educación superior del país:
- Escuela de Carabineros del General Carlos Ibáñez del Campo
- Instituto AIEP (Dependiente de la Universidad Andrés Bello)
- Universidad de Chile (Facultad de Derecho)
- Universidad Tecnológica Metropolitana (Facultad de Administración y Economía)
- Universidad Nacional Andrés Bello (Facultad de Derecho y Economía)
- Universidad Internacional SEK Chile (Facultad de Derecho)
- Universidad de Las Américas
- Universidad Academia de Humanismo Cristiano
- Universidad Finis Terrae
- Universidad de Artes, Ciencias y Comunicación (Uniacc)
- Universidad Gabriela Mistral
- Universidad Autónoma de Chile
- Universidad San Sebastián
- Universidad de Aconcagua
- Universidad Pedro de Valdivia
- Universidad Mayor
- Pontificia Universidad Católica de Chile

## Cultura

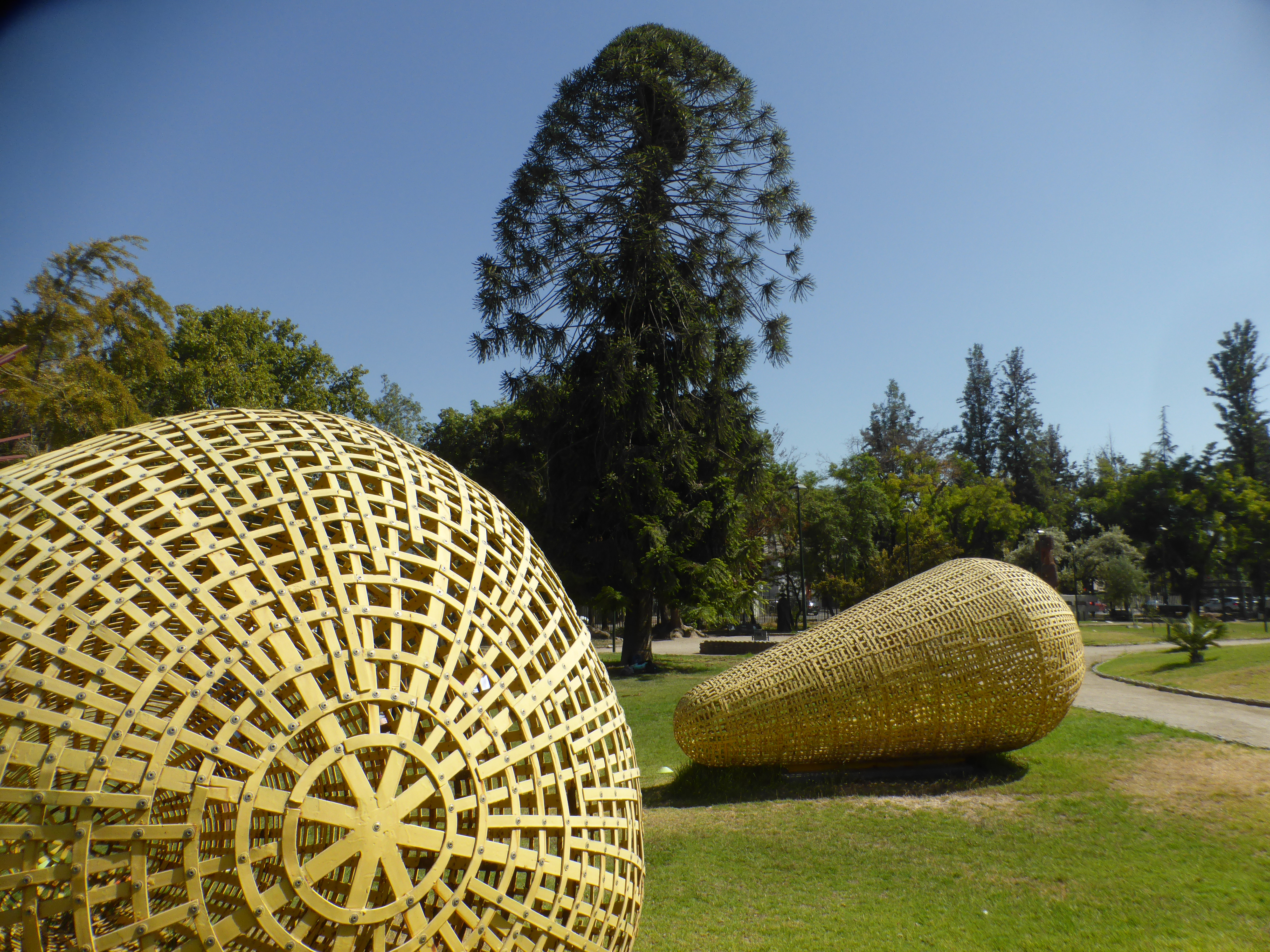
Parque de las Esculturas. Obra Semillas de Cristián Salineros.

La comuna cuenta con la Corporación Cultural de Providencia. Entre varios otros eventos culturales, destaca el Festival Internacional Providencia Jazz, que se realiza anualmente durante enero.

### Infraestructura
- Centro Artístico Cultural Juventud Providencia
- Centro Cultural de Carabineros de Chile General Director José Alejandro Bernales Ramírez
- Centro Cultural de España
- Centro Cultural Montecarmelo
- Fundación Cultural De Providencia
- Instituto Cultural Chileno-Japonés
- Instituto Cultural de Providencia
- Instituto Goethe
- Club Providencia
- Teatro Arena
- Teatro Bellavista
- Teatro Nescafé de las Artes
- Teatro Oriente
- Teatro San Ginés
- Consejo de Monumentos Nacionales

## Lugares de interés

### Barrios

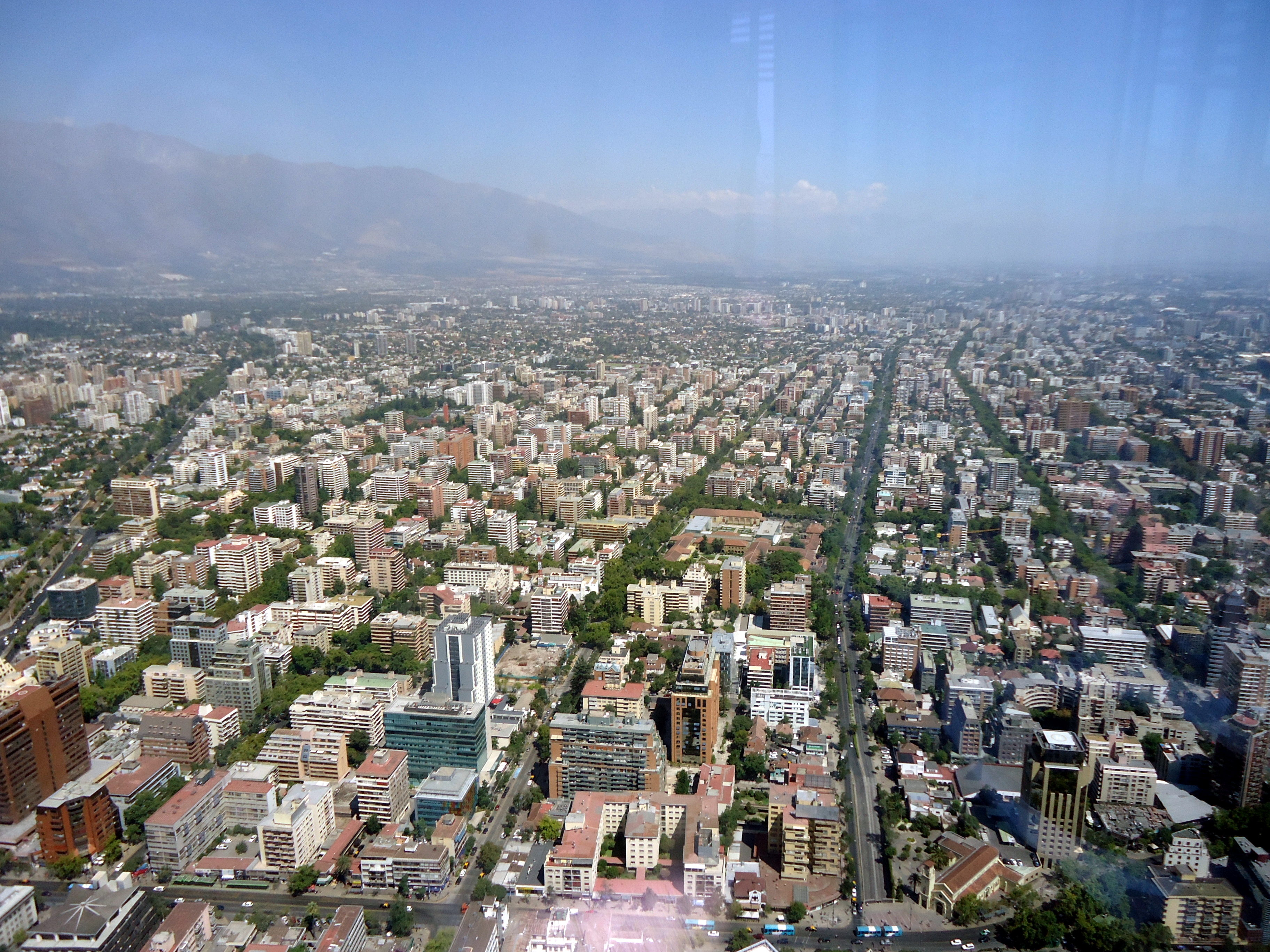
Sector oriente de Providencia en primer plano y Ñuñoa de fondo.

Algunos de los barrios más característicos de Providencia son: el barrio Bellavista, que comparte con la vecina comuna de Recoleta; es un barrio bohemio, con abundante oferta de restaurantes y con acceso al cerro San Cristóbal y su zoológico, a través de la calle Pío Nono. Junto al mismo cerro, se encuentra Pedro de Valdivia Norte, zona residencial de buen nivel donde está prohibida la edificación en altura. Otra área emergente de la comuna es el barrio Italia, sector que es compartido con Ñuñoa, allí se ocupa una zona más antigua donde numerosas casas se han transformado en un pujante comercio de muebles antiguos, decoración y restaurantes de excelente gusto. El barrio Suecia era conocido principalmente por su activa vida nocturna, pero los problemas de inseguridad que generó motivaron su transformación en un sector moderno de edificios de oficinas donde aún quedan algunos restaurantes y clubes nocturnos.
Hay varios otros sectores bien definidos de la comuna como el eje Providencia-Nueva Providencia, que constituye la principal vía de transporte público tanto de buses como de la línea 1 del metro.
Importante eje de transporte principalmente vehicular Oriente-Poniente lo constituyen las avenidas Pocuro y Bilbao, que junto con sus calles aledañas de hermosas áreas verdes, rutas de bicicletas y grandes árboles forman el barrio Pocuro.
Otros sectores tranquilos con hermosas áreas verdes se ordenan en torno a las calles Diego de Almagro, Dinamarca, plaza Las Lilas, etc.

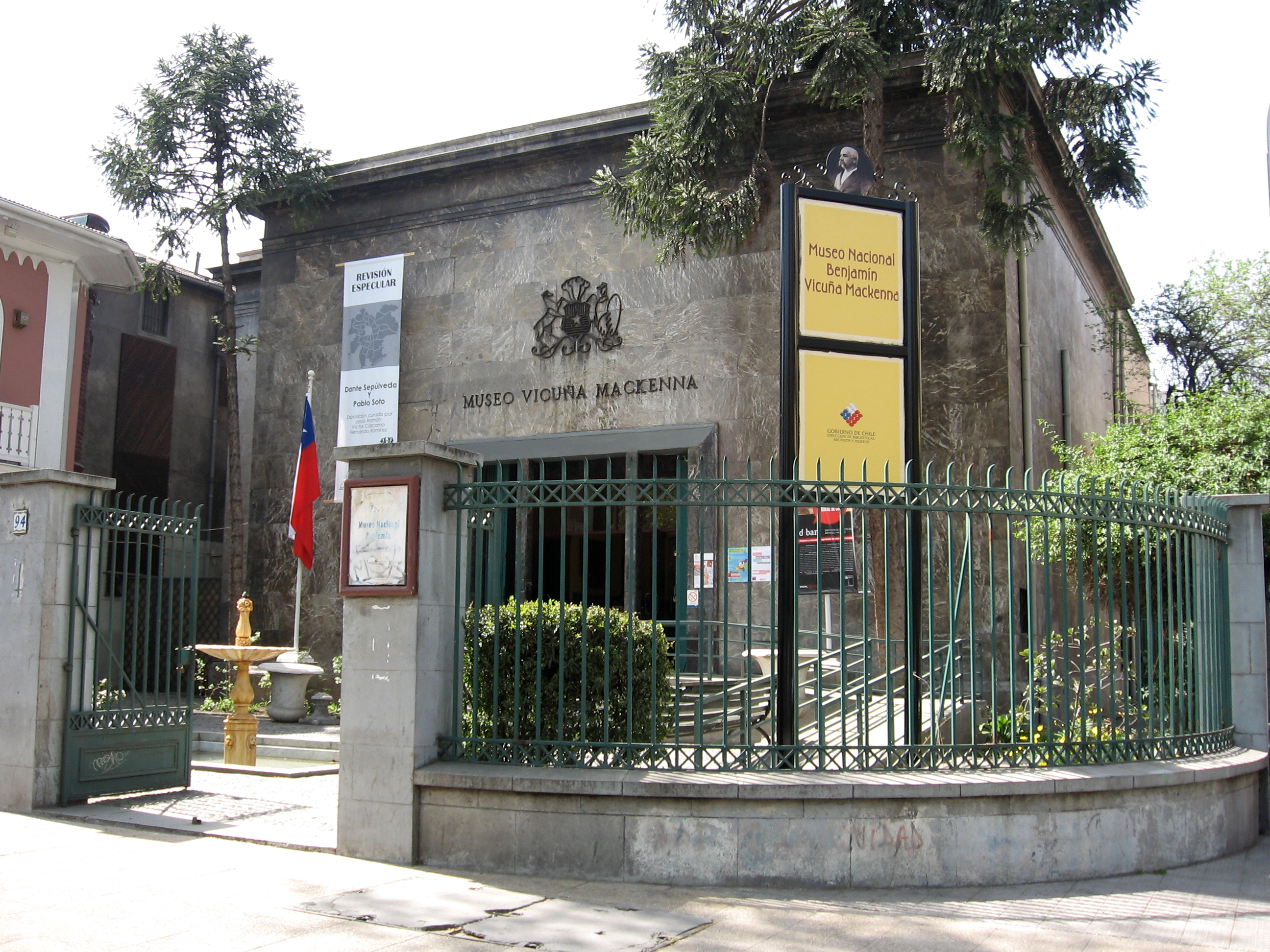
Museo Nacional Benjamín Vicuña Mackenna.

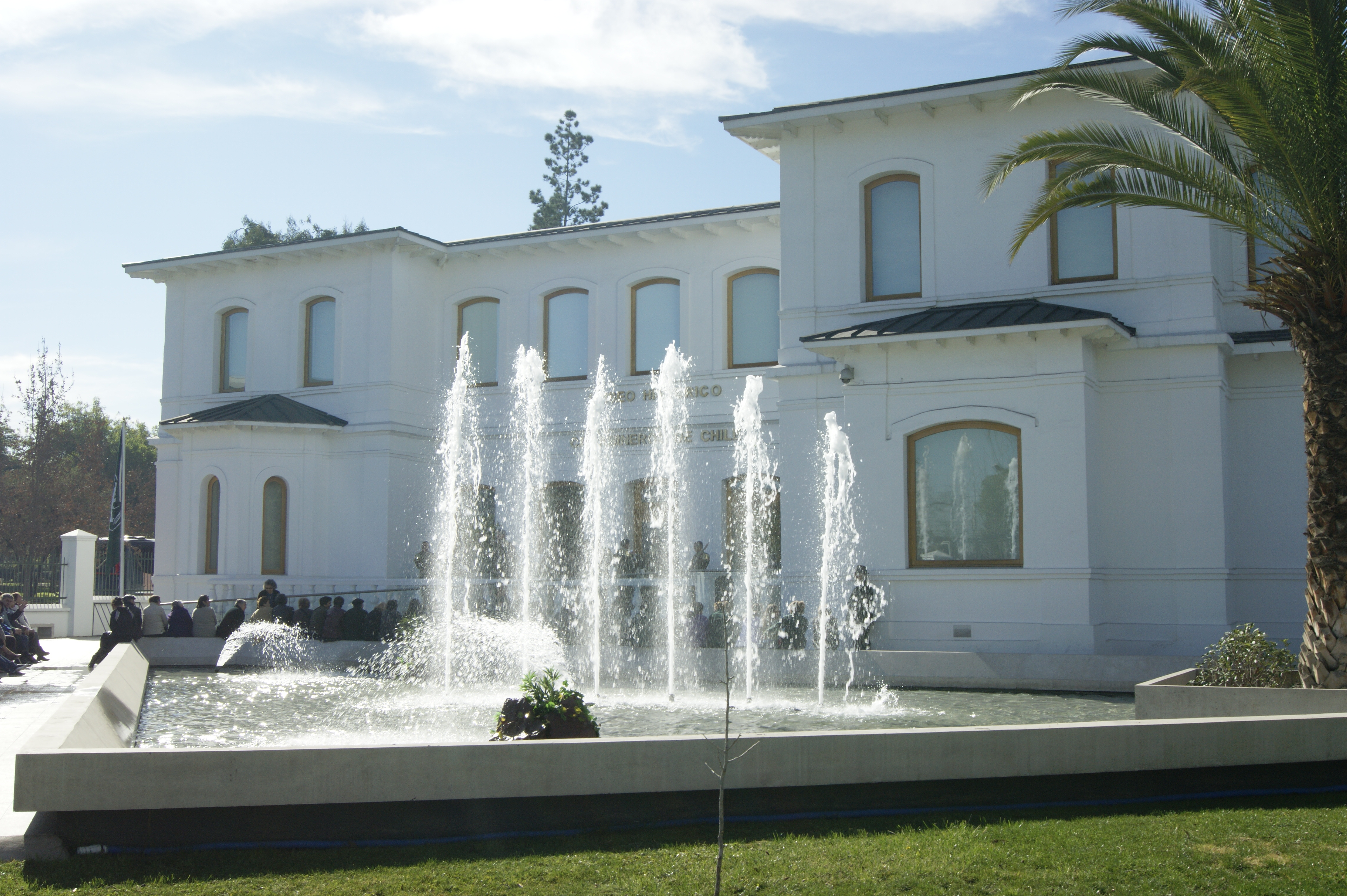
Museo Histórico Carabineros de Chile.

### Patrimonio
- Casa Lo Contador
- Palacio Falabella
- Parroquia de los Santos Ángeles Custodios
- Iglesia de la Divina Providencia
- Monasterio de las Agustinas de la Limpia Concepción
- Casa de las Gárgolas
- Iglesia católica apostólica ortodoxa de la Santísima Virgen María

### Museos
- Museo Nacional Benjamín Vicuña Mackenna
- Casa Museo Eduardo Frei Montalva
- La Chascona
- Museo de los Tajamares
- Museo del Deporte
- Museo Histórico Carabineros de Chile
- Museo Parque de las Esculturas

## Transporte

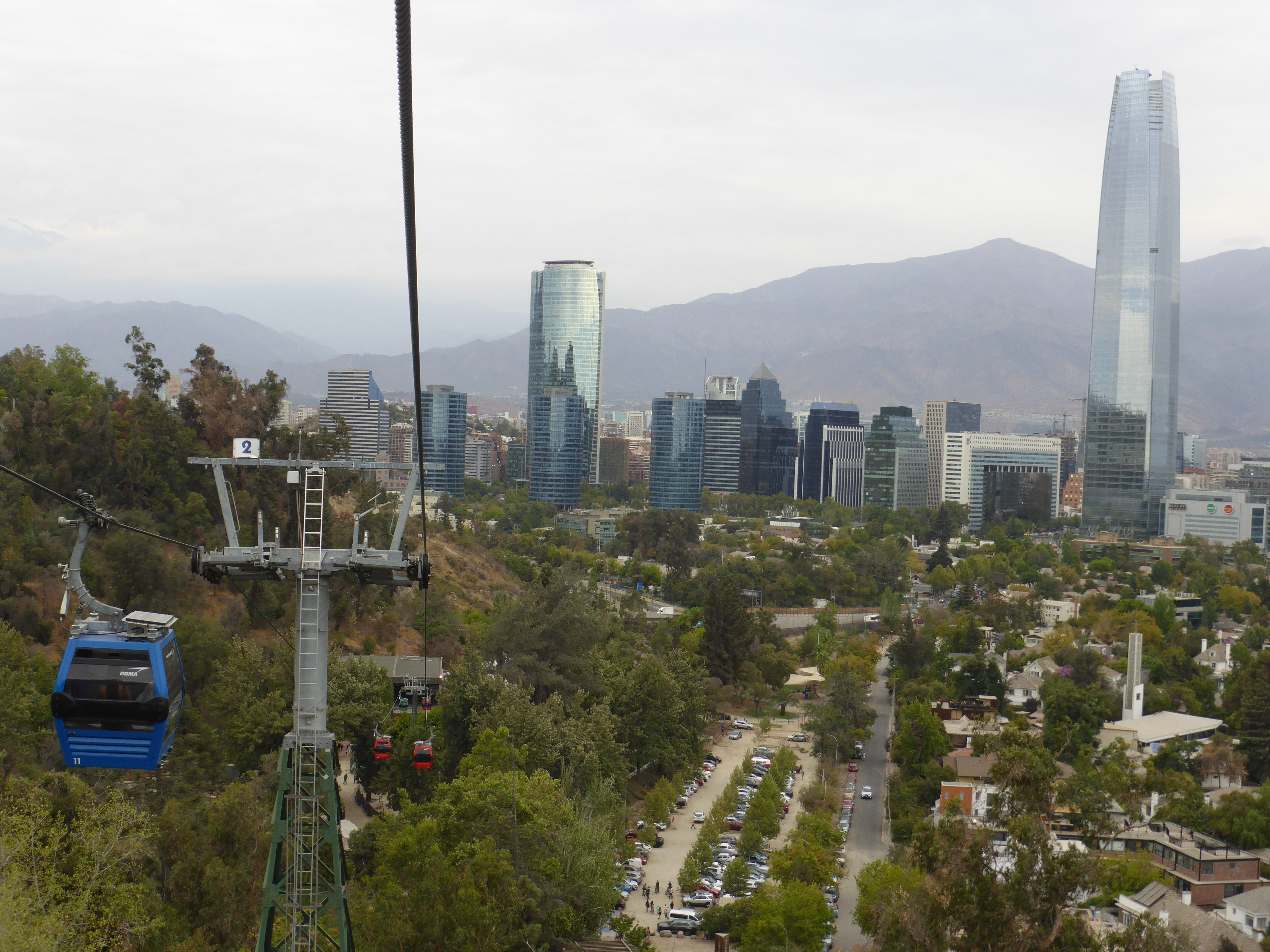
Teleférico de Santiago, en el Cerro San Cristóbal.

Providencia, junto con otras 16 comunas, está inserta en la Unidad 6 de la Red Metropolitana de Movilidad. Hay 11 estaciones del metro de Santiago dentro del área de la comuna, donde 3 son de combinación, las cuales corresponden a 4 líneas, una esta en construcción y la otra en planificación:
: Baquedano • Salvador • Manuel Montt • Pedro de Valdivia • Los Leones • Tobalaba
: Tobalaba • Cristóbal Colón • Francisco Bilbao
: Baquedano • Parque Bustamante • Santa Isabel
: Los Leones • Inés de Suárez
: Baquedano • Pedro de Valdivia
: Los Leones • Eliodoro Yañez • Diagonal Oriente
Las líneas  y  cruzarán Providencia, la cual ambas líneas estarán operativas para los años 2028 y 2033.
Además, la comuna está surcada por la Autopista Costanera Norte.
Providencia dispone de 34 kilómetros de ciclovías.
El teleférico de Santiago es un medio de transporte aéreo turístico, en el Cerro San Cristóbal.

## Deportes

### Fútbol
La comuna de Providencia ha tenido a un club participando en los Campeonatos Nacionales de Fútbol en Chile.
- Deportivo Alemán (Primera División 1934).

## Medios de comunicación

### Radioemisoras
FM
La comuna no cuenta con radios comunitarias.